# Pohanka
Pohanka (Fagopyrum) je rod rostlin z čeledi rdesnovitých. Zahrnuje přibližně 15 druhů. Pěstuje se pro svá semena jako bezlepková pseudoobilovina.

## Popis
Pohanky jsou jednoleté a vytrvalé byliny. Mají bílé a růžové květy v hroznech a lichoklasech. Plodem je nažka. V českých zemích se začala pěstovat na přelomu 12. a 13. století, kdy sem byla přivezena z východu přes Rusko, a od 15. století se její užívání v kuchyni rozšířilo, zejména na Moravě.
Byla proto výraznou, charakterovou složkou moravské kuchyně, dominantně na Valašsku ale i Slovácku, Hané a moravském Horácku.

## Využití

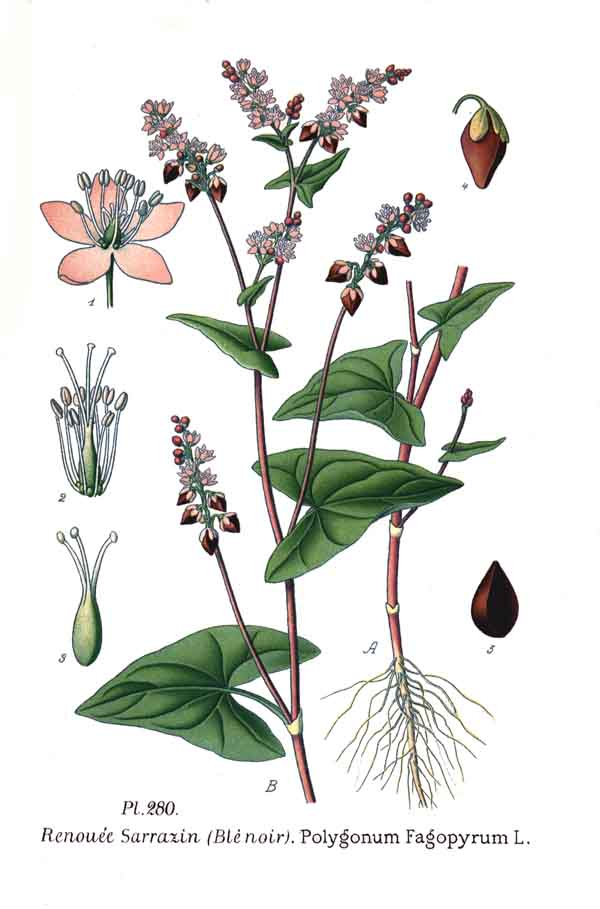
Amédée Masclef: Fagopyrum esculentum (Atlas des plantes de France, 1891)

Potravina a zelené hnojení.

### Součást zdravé výživy
Pohanka je často užívanou surovinou ve zdravé výživě. Neobsahuje lepek, takže je na rozdíl od obilovin vhodná pro osoby trpící celiakií. Je významným zdrojem rutinu, který léčí problémy s cévami, hemoroidy i křečovými žilami. Vhodná je také pro psychicky a fyzicky namáhané osoby. Obecně je považována za velmi zdravou potravinu, její konzumace je stoupenci alternativních výživových směrů doporučována hlavně v zimním období.

## Zástupci
- pohanka obecná (Fagopyrum esculentum)
- pohanka tatarská (Fagopyrum tataricum)